# (4423) Golden
(4423) Golden ist ein Hauptgürtelasteroid, der am 4. April 1949 vom Goethe-Link-Observatorium aus entdeckt wurde.
Der Asteroid wurde nach William T. Golden, einem Autor von mehreren Büchern zum Thema Wissenschaftspolitik, benannt. Er spielte außerdem eine Schlüsselrolle bei der Gründung der National Science Foundation.